# 納傑日季涅 (布利茲紐基區)
48°54′48″N 36°33′10″E / 48.91333°N 36.55278°E
納德日季內（烏克蘭語：Надеждине）是位於烏克蘭東部的村莊，由哈爾科夫州洛佐瓦區的布利茲紐基市鎮負責管轄。該村始建於1855年，面積1平方公里，海拔高度140米，2001年人口377。